# Svédország az 1924. évi téli olimpiai játékokon
Svédország a franciaországi Chamonix-ban megrendezett 1924. évi téli olimpiai játékok egyik részt vevő nemzete volt. Az országot az olimpián 7 sportágban 31 sportoló képviselte, akik összesen 2 érmet szereztek.

## Érmesek
| Érem  | Versenyző | Sportág     | Versenyszám  |
| ----- | --- | ----------- | ------------ |
| Arany | Gillis Grafström | Műkorcsolya | Férfi egyéni |
| Ezüst | Carl Wilhelm Petersén Carl August Kronlund Johan Petter Åhlén Ture Ödlund Carl Axel Pettersson Erik Severin Karl Wahlberg Victor Wetterström | Curling     | Férfi        |

## Curling
- A két mérkőzésen két másik svéd csapat állt ki.

I. csapat
- Johan Petter Åhlén
- Carl Axel Pettersson
- Karl Wahlberg
- Carl August Kronlund

II. csapat
- Carl Wilhelm Petersén
- Ture Ödlund
- Victor Wetterström
- Erik Severin

### Eredmények
| 1924. január 28. |  | Svédország (SWE) (II.) | 18 – 10 | Franciaország |  |  |
| 1924. január 28. |  |                        |         |               |  |  |

| 1924. január 29. |  | Nagy-Britannia (GBR) | 38 – 7 | Svédország (I.) |  |  |
| 1924. január 29. |  |                      |        |                 |  |  |

Végeredmény
| Nemzet         | Gy | V | P+ | P– |
| -------------- | -- | - | -- | -- |
| Nagy-Britannia | 2  | 0 | 84 | 11 |
| Svédország     | 1  | 1 | 25 | 48 |
| Franciaország  | 0  | 2 | 14 | 64 |

| Csapat     | Helyezés |
| ---------- | -------- |
| Svédország |          |

## Északi összetett
| Versenyző           | Sífutás | Sífutás | Sífutás | Síugrás    | Síugrás    | Síugrás  | Síugrás  | Síugrás | Síugrás | Összesítés | Összesítés |
| Versenyző           | Sífutás | Sífutás | Sífutás | 1. ugrás   | 1. ugrás   | 2. ugrás | 2. ugrás | Össz.   | Össz.   | Összesítés | Összesítés |
| Versenyző           | Idő     | Pont    | Hely.   | Távolság   | Pont       | Távolság | Pont     | Pont    | Hely.   | Pont       | Helyezés   |
| ------------------- | ------- | ------- | ------- | ---------- | ---------- | -------- | -------- | ------- | ------- | ---------- | ---------- |
| Menotti Jakobsson   | 1:37:10 | 8,750   | 15.     | 42,5       | 16,791     | 41,0     | 17       | 16,895  | 4.      | 12,823     | 8.         |
| Nils Lindh          | 1:43:58 | 5,375   | 21.*    | nem indult | nem indult | kiesett  | kiesett  | kiesett | kiesett | kiesett    | kiesett    |
| Axel-Herman Nilsson | 1:31:17 | 11,625  | 6.      | 42,5       | 16,458     | 40,5     | 16,542   | 16,500  | 7.      | 14,063     | 5.         |

* - egy másik versenyzővel azonos eredményt ért el

## Gyorskorcsolya
| Versenyző      | Versenyszám | Eredmény | Helyezés |
| -------------- | ----------- | -------- | -------- |
| Eric Blomgren  | 500 m       | 46,6     | 11.      |
| Eric Blomgren  | 5000 m      | 9:14,6   | 12.      |
| Axel Blomqvist | 500 m       | 45,2     | 6.       |
| Axel Blomqvist | 1500 m      | 2:36,4   | 13.      |
| Axel Blomqvist | 5000 m      | 9:48,8   | 15.      |

| Versenyző      | Versenyszám | 500 m | 500 m | 5000 m | 5000 m | 1500 m | 1500 m | 10 000 m | 10 000 m | Összesítés | Összesítés     | Összesítés |
| Versenyző      | Versenyszám | Idő   | Hely  | Idő    | Hely   | Idő    | Hely   | Idő      | Hely     | Pontszám   | Idők pontszáma | Helyezés   |
| -------------- | ----------- | ----- | ----- | ------ | ------ | ------ | ------ | -------- | -------- | ---------- | -------------- | ---------- |
| Eric Blomgren  | Összetett   | 46,6  | 8.    | 9:14,6 | 9.     | –      | –      | –        | –        | kiesett    | kiesett        | kiesett    |
| Axel Blomqvist | Összetett   | 45,2  | 4.    | 9:48,8 | 10.    | 2:36,4 | 8.     | –        | –        | kiesett    | kiesett        | kiesett    |

## Jégkorong
| Svéd férfi jégkorongcsapat-játékoskeret                                             | Svéd férfi jégkorongcsapat-játékoskeret                                            |
| ----------------------------------------------------------------------------------- | ---------------------------------------------------------------------------------- |
| - Ruben Allinger - Wilhelm Arwe - Erik Burman - Birger Holmqvist - Gustaf Johansson | - Helge Johansson - Carl Josefsson - Ernst Karlberg - Nils Molander - Ejnar Olsson |

### Eredmények
Csoportkör
A csoport
| Csapat        | M | Gy | D | V | G+ | G– | Gk  | P |
| ------------- | - | -- | - | - | -- | -- | --- | - |
| Kanada        | 3 | 3  | 0 | 0 | 85 | 0  | +85 | 6 |
| Svédország    | 3 | 2  | 0 | 1 | 18 | 25 | –7  | 4 |
| Csehszlovákia | 3 | 1  | 0 | 2 | 14 | 41 | –27 | 2 |
| Svájc         | 3 | 0  | 0 | 3 | 2  | 53 | –51 | 0 |

| 1924. január 28. | Svédország (SWE) | 9 – 0 (3–0, 3–0, 3–0) | Svájc | Chamonix |

|  |  |  |  |  |
|  |  |  |  |  |
|  |  |  |  |  |
|  |  |  |  |  |

| 1924. január 29. | Kanada (CAN) | 22 – 0 (5–0, 7–0, 10–0) | Svédország | Chamonix |

|  |  |  |  |  |
|  |  |  |  |  |
|  |  |  |  |  |
|  |  |  |  |  |

| 1924. január 31. | Svédország (SWE) | 9 – 3 (5–1, 1–1, 3–1) | Csehszlovákia | Chamonix |

|  |  |  |  |  |
|  |  |  |  |  |
|  |  |  |  |  |
|  |  |  |  |  |

Négyes döntő
| 1924. február 1. | Egyesült Államok (USA) | 20 – 0 (5–0, 7–0, 8–0) | Svédország | Chamonix |

|  |  |  |  |  |
|  |  |  |  |  |
|  |  |  |  |  |
|  |  |  |  |  |

| 1924. február 2. | Nagy-Britannia (GBR) | 4 – 3 (0–1, 2–2, 2–0) | Svédország | Chamonix |

|  |  |  |  |  |
|  |  |  |  |  |
|  |  |  |  |  |
|  |  |  |  |  |

Végeredmény
A táblázat tartalmazza
- az A csoportban lejátszott Kanada – Svédország 22–0-s,
- a B csoportban lejátszott Egyesült Államok – Nagy-Britannia 11–0-s eredményt is.

| Csapat           | M | Gy | D | V | G+ | G– | Gk  | P |
| ---------------- | - | -- | - | - | -- | -- | --- | - |
| Kanada           | 3 | 3  | 0 | 0 | 47 | 3  | +44 | 6 |
| Egyesült Államok | 3 | 2  | 0 | 1 | 32 | 6  | +26 | 4 |
| Nagy-Britannia   | 3 | 1  | 0 | 2 | 6  | 33 | –27 | 2 |
| Svédország       | 3 | 0  | 0 | 3 | 3  | 46 | –43 | 0 |

| Csapat     | Helyezés |
| ---------- | -------- |
| Svédország | 4.       |

## Műkorcsolya
| Versenyző        | Versenyszám  | Kötelező elemek   | Kötelező elemek | Kűr               | Kűr   | Összesítés                     | Összesítés                     | Összesítés                     | Összesítés                     | Összesítés                     | Összesítés                     | Összesítés                     | Összesítés        | Összesítés  | Összesítés | Összesítés |
| Versenyző        | Versenyszám  | Kötelező elemek   | Kötelező elemek | Kűr               | Kűr   | Helyezési pontszámok bírónként | Helyezési pontszámok bírónként | Helyezési pontszámok bírónként | Helyezési pontszámok bírónként | Helyezési pontszámok bírónként | Helyezési pontszámok bírónként | Helyezési pontszámok bírónként | Több. hely. száma | Hely. össz. | Pont       | Helyezés   |
| Versenyző        | Versenyszám  | Több. hely. száma | Hely.           | Több. hely. száma | Hely. | 1                              | 2                              | 3                              | 4                              | 5                              | 6                              | 7                              | Több. hely. száma | Hely. össz. | Pont       | Helyezés   |
| ---------------- | ------------ | ----------------- | --------------- | ----------------- | ----- | ------------------------------ | ------------------------------ | ------------------------------ | ------------------------------ | ------------------------------ | ------------------------------ | ------------------------------ | ----------------- | ----------- | ---------- | ---------- |
| Gillis Grafström | Férfi egyéni | 5×1+              | 1.              | 5×2+              | 2.    | 1,0                            | 1,0                            | 2,0                            | 1,0                            | 1,0                            | 2,0                            | 2,0                            | 4×1+              | 10,0        | 2575,25    |            |

## Sífutás
| Versenyző        | Versenyszám | Eredmény      | Helyezés      |
| ---------------- | ----------- | ------------- | ------------- |
| Per Erik Hedlund | 50 km       | 1:17:49,0     | 6.            |
| Per Erik Hedlund | 18 km       | nem ért célba | nem ért célba |
| Erik Winnberg    | 18 km       | 1:20:29,4     | 10.           |
| Elis Sandin      | 18 km       | 1:19:24,0     | 8.            |
| Torkel Persson   | 18 km       | 1:19:29,8     | 9.            |
| Torkel Persson   | 50 km       | 4:05:59       | 5.            |
| Ernst Alm        | 50 km       | 4:06:31       | 6.            |
| Oskar Lindberg   | 50 km       | 4:07:44       | 8.            |

## Síugrás
| Versenyző           | 1. ugrás | 1. ugrás | 1. ugrás | 2. ugrás | 2. ugrás | 2. ugrás | Összesítés | Összesítés |
| Versenyző           | Távolság | Pont     | Hely.    | Távolság | Pont     | Hely.    | Pont       | Helyezés   |
| ------------------- | -------- | -------- | -------- | -------- | -------- | -------- | ---------- | ---------- |
| Nils Sundh          | 41,5     | 16,293   | 12.      | 41,0     | 16,500   | 11.      | 16,397     | 12.        |
| Nils Lindh          | 41,0     | 16,667   | 9.       | 41,5     | 16,808   | 10.      | 16,738     | 9.         |
| Axel-Herman Nilsson | 42,5     | 16,960   | 7.       | 44,0     | 17,333   | 6.       | 17,147     | 6.         |
| Menotti Jakobsson   | 43,0     | 17,167   | 5.*      | 42,0     | 17,000   | 8.       | 17,083     | 7.         |

* - egy másik versenyzővel azonos eredményt ért el